# Гельтман, Виктор Степанович
Виктор Степанович Гельтман (9 октября 1926, Минск, БССР — 21 августа 1985) — советский ботаник и лесовод, доктор биологических наук.

## Биография
Родился в Минске в 1925 (по документам — 1926) году в семье Стефана Леоновича Гельтмана — наркома земледелия БССР. Мать, Ядвига Владиславовна Мошинская-Гельтман — литератор и партийный деятель.
В начале 1930-х гг. переехал с родителями в Москву. В 1937 г. отца репрессировали, мать осудили на 5 лет ИТЛ. Виктора с сестрой отправили в детдом в г. Демидов Смоленской области. После начала немецкой оккупации сотрудница детдома исправила ему год рождения на 1926-й, чтобы его не угнали на работу в Германию.
В 1942 году после освобождения их района от фашистов эвакуирован в Татарию, выучился на токаря. Работал по этой специальности на судоремонтном заводе, затем масленщиком на пароходах предприятия «Волготанкер».
В 1947 г. вернулся в Минск, поступил на Деревообделочный завод № 1 слесарем. Окончил вечернюю школу (с серебряной медалью), лесохозяйственный факультет Белорусского лесотехнического института им. С. М. Кирова и аспирантуру Белорусского института леса.
С 1958 г. младший научный сотрудник отдела геоботаники Института биологии Академии наук БССР. В 1959 г. защитил кандидатскую диссертацию на тему «Типы берёзовых лесов Полесской низменности», в которой впервые в СССР употребил понятия «тип леса» и «лесная ассоциация».
С 1960 г. старший научный сотрудник лаборатории геоботанического картографирования, руководил исследованиями по распространению и районированию лесной растительности Белоруссии, эколого-фитоценотических закономерностей формирования и развития сероольховых и черноольховых лесов.
В составе коллектива в 1972 году стал лауреатом Государственной премии БССР в области науки.
В 1974 г. защитил докторскую диссертацию «Эколого-географический и типологический анализ лесной растительности Беларуси».
С 1977 г. заведующий лабораторией продуктивности и водного режима фитоценозов Института экспериментальной ботаники им. В. Ф. Купревича АН БССР.
Опубликовал 183 научные работы, в том числе 8 монографий. Соавтор и редактор ботанического раздела Белорусской советской энциклопедии.
Разработанные им теоретические принципы и методы геоботанического районирования использованы для кадастровой оценки основных типов сосновых лесов Беларуси, исследования состояния растительности верховых болот, составление каталога редких и эталонных растительных сообществ.
Сын — директор Ботанического института им. В. Л. Комарова Российской академии наук Дмитрий Викторович Гельтман.

## Сочинения
- Географический и типологический анализ лесной растительности Белоруссии / В. С. Гельтман. — Минск: Наука и техника, 1982. — 326 с., 1 л. ил.
- Пойменные леса Припяти и их трансформация в связи с мелиорацией / В. С. Гельтман, И. Ф. Моисеенко; АН БССР, Ин-т эксперим. ботаники им. В. Ф. Купревича, Лаб. фитомониторинга. — Минск: Навука i тэхнiка, 1990. — 116, [2] с.: ил. ISBN 5-343-00580-2.
- Сероольховые леса и их хозяйственное использование / И. Д. Юркевич, В. С. Гельтман, В. И. Парфёнов. — Минс : Изд-во Акад. наук БССР, 1963. — 142 с.: ил.
- География, типология и районирование лесной растительности Белоруссии / И. Д. Юркевич, В. С. Гельтман ; Ин-т эксперим. ботаники и микробиологии Акад. наук БССР. — Минск: Наука и техника, 1965. — 288 с., 1 л. карт.
- Типы и ассоциации черноольховых лесов: (По исследованиям в БССР) / И. Д. Юркевич, В. С. Гельтман, Н. Ф. Ловчий ; АН БССР. Ин-т эксперим. ботаники. — Минск: Наука и техника, 1968. — 376 с.: ил.
- Леса Белорусского Полесья = The forests of Byelorussian Polessia: Геоботан. исследования / И. Д. Юркевич, Н. Ф. Ловчий, В. С. Гельтман; [АН БССР, Ин-т эксперим. ботаники им. В. Ф. Купревича, Лаб. геоботаники]. — Минск: Наука и техника, 1977. — 287 с.: ил.
- Основы природопользования / [М. М. Севернев, Л. М. Сущеня, В. И. Горбач и др.; Науч. ред. В. С. Гельтман и др.]. — Минск: Наука и техника, 1980. — 575 с.: ил.

Автор сборника:
- Лесные просеки: Избранные стихи и проза / Гельтман В. С.; сост. Д. В. Гельтман. — М.: Товарищество науч. изд. КМК, 2006.